# アナログ (化学)
化学におけるアナログ（英: analogue、米: analog）は、ある化合物と受容体結合特性などの分子生物学的な性質や構造が類似しているが、ある化合物の原子または原子団が別の原子または原子団と置換された組成を持つ別の化合物のことをいう。類似体、類縁体、類似化合物、類縁化合物などと表現されることもある。また、アナログは、化合物に限らず、ある物質や原子団に性質や構造が類似している別の物質や原子団を指すより広い意味で用いられることもある。
医薬品化学においては、期待される生理活性を持つ化合物が見つかると、より高い活性を持つ化合物を求めてその化合物の誘導体の探索を行なうことがよくある。このとき、探索の出発点となった化合物をリード化合物、その誘導体をアナログと呼ぶ。

## 遷移状態アナログ
遷移状態アナログもしくは中間体アナログ、基質アナログとは、酵素反応において遷移状態で過渡的にのみ存在する反応中間体とよく似ているが、安定していて反応の最終的な生成物に変換されない化合物のことをいう。遷移状態アナログと酵素の結合状態を調べることは、酵素反応のメカニズムを理解する手段となる。遷移状態アナログは酵素の機能に対して阻害作用を持つことが多く、医薬品として有用なことがある。